# 보광사 (남양주시)
보광사(普光寺)는 경기도 남양주시의 천마산 동쪽 기슭에 위치한 대한불교조계종 소속의 사찰이다.
조계종 제25교구 본사 봉선사의 말사이다. 같은 봉선사 말사인 파주시 보광사와 사찰의 이름이 같아 종종 혼동이 있다. 천마산 보광사는 남양주시 화도읍 가곡리에 위치한다.
고려 시대인 서기 10세기에 혜거국사가 창건했다고 전해진다. 혜거는 경기도 이천시의 영원사도 창건한 것으로 전해지는 승려이나 '혜거국사'라는 명칭 외에 정확한 행적은 알 수 없다. 고려 시대 국사 중 혜거라는 이름은 찾을 수 없다.
이후 조선 후기에 영의정을 지낸 이유원이 고승 화담경화를 위해 절을 중건하고 자신의 원찰로 삼았다. 고종 31년인 1894년에 중수되었다.
한국 전쟁 때 소실되는 큰 피해를 입어 남아 있는 대웅전과 삼성각, 요사채는 현대에 새로 지은 건물이다. 마당 한 쪽에는 경기도 보호수로 지정된 소나무가 있고, 절 입구 쪽에는 약수터가 있다.
보광사가 자리잡은 천마산 일대는 천마산시립공원으로 지정되어 있다. 산세는 높이에 비해 험하지 않고 숲은 울창하며, 잣나무 등 여러 종류의 식물이 자란다.

## 같이 보기
- 천마산

## 참고 자료
- 김형주 (2006년 9월 11일). “산이 좋아라!-남양주 천마산”. 불교신문. 2008년 5월 30일에 확인함.[깨진 링크(과거 내용 찾기)]